# Перепроизводство юристов и экономистов в России
В Российской Федерации актуальную проблему представляет перепроизводство (переизбыток) юристов и экономистов. В стране выпускается значительное количество дипломированных юристов и экономистов, что, несмотря на их важность для общества, вызывает ряд негативных последствий. При этом государство столкнулось с ситуацией, заключающейся в том, что, несмотря на огромное количество выпускников юридических и экономических специальностей, возникла нехватка высококвалифицированных кадров в этих областях.

## Причины
Проблема перепроизводства юристов в России тесно связана с контекстом качества институтов в обществе. В исследовании профессоров ВШЭ Т. В. Натхова и Л. И. Полищука (2012) она формулируется как проблема формирования «неблагополучного спроса» на профессии. Его результатом является диспропорция: спрос, в частности на юридические специальности, превышает спрос на специальности в сферах производства, технологий и естественных наук, способствуя оттоку из последних талантливой молодёжи и негативно влияя на экономический рост.
В исследовании социолога Ирины Поповой отмечается, что выбор юридической профессии формируется под влиянием в основном внешних социальных факторов: требования наличия высшего образования для успеха в жизни, престижности юридической профессии и достаточно широкого предложения разных его форм со стороны вузов (государственных и негосударственных, очных, заочных, с различным уровнем оплаты обучения). При этом сама профессия не является основным мотивирующим фактором — получаемое высшее образование рассматривается как необходимая стартовая база для дальнейшего построения карьеры.
Попова пишет, что респонденты выбрали юридическую специальность из-за относительной лёгкости поступления и якобы престижности «гуманитарной» профессии. Юридическое образование, отмечает социолог, может быть заменой исторического после первой неудачной попытки поступления в университет, а также семейным проектом социального продвижения. При невозможности продолжать профессиональную траекторию в сфере юриспруденции выпускники могут использовать полученное юридическое образование как базу для деятельности в иных, отличных от права сферах: банковская сфера и страховой бизнес, маркетинг (продажи) и обслуживание.
По мнению профессора ВШЭ И. В. Абанкиной, экономические и юридические знания стали фундаментальной основой для человека, вследствие чего и формируется мнение о перепроизводстве таких дипломированных специалистов. Так, выпускник экономического факультета вместо работы по профессии может применить полученные знания в том числе для организации своего бизнеса. Абитуриент, отмечает Абанкина, также выбирает юридический и экономический факультеты из-за вызванного вследствие отсутствия каких-либо явных склонностей и желаний мнения о том, что такое образование ему кажется наиболее приемлемым, адаптивным. Само перепроизводство юристов и экономистов в России профессор называет «мифом», но не отрицает того факта, что многие вузы предоставляют некачественное образование в этих сферах.

## История
В период Советского Союза функционировали 52 юридических факультета, а доля подготовки юристов составляла 1,5 %. В настоящее время их количество возросло до полутора тысяч (включая филиалы вузов). Данный тип перепроизводства этих специалистов характеризуется увеличением спроса на получение высшего юридического образования в связи со стихийным ростом рынка и отсутствием профессиональных регуляторов в 1990-е годы, когда профессия юриста стала одной из самых востребованных в Российской Федерации. 
Возникший вследствие развития рыночной экономики в 1990-е годы дефицит юристов и экономистов на протяжении долгих лет повышал уровень оплаты их труда, что сохранило их привлекательность для абитуриентов. В эти годы, по данным социологических исследований, в рейтинге престижности юридическая профессия заняла первое место, а в оценке выгодности — третье после коммерции и менеджмента. Спрос на юристов был особенно интенсивным в бизнесе — как государственном, так и частном, а потенциал имевшейся сети университетов был недостаточным для его удовлетворения: по количеству студентов-юристов СССР и Россия отставали от развитых стран мира и по абсолютным, и по относительным показателям. Спрос ускорил развитие предложения, и стали открываться негосударственные вузы с сомнительными условиями приёма и некачественной подготовкой. Юридические и экономические направления также намеренно стали открывать вузы с техническим уклоном для того, чтобы подправить своё финансовое положение.  Как отмечает кандидат экономических наук Леонид Полищук, перепроизводство юристов и экономистов связано с фундаментальными проблемами российского общества, включая слабые институты — верховенство закона, борьбу с коррупцией и так далее.
Ажиотажный спрос на юридические услуги в 1990-е годы вызывал с некоторым спадом такое же чрезмерное предложение в 2000-е годы. В мае 2009 года глава Счётной палаты, сопредседатель Ассоциации юристов России Сергей Степашин заявил, что это связано «с ажиотажным спросом на юридические специальности, которые считаются престижными и хорошо оплачиваемыми. Вдобавок всем известно, что студенты очных отделений получают право на отсрочку от воинской службы. В результате „на юристов“ стали учить где угодно, при этом резко возросла доля платного образования». По данным Степашина, если в СССР юридические кадры готовили 52 вуза, то в 2009 году в России услуги в сфере юридического образования предоставляли 1211 организаций, большинство из которых непрофильные. Председатель правления Ассоциации юристов Игорь Манылов заявил о приблизительно 50 вузов, готовящих юристов, в советское время (в Москве их было три — МГУ, ВЮЗИ и МГИМО).
По данным середины 2000-х годов, на территории России функционировало около 250 государственных вузов и 230 их филиалов, порядка 200 негосударственных вузов и 370 их филиалов, готовящих специалистов в области юриспруденции. К 2015 году дипломированных юристов в России выпускалось практически в 20 раз больше, чем в советское время.
В марте 2008 года министр образования и науки Андрей Фурсенко заявил о намерениях государства сократить число бюджетных мест для экономических и юридических специальностей. Озабоченность в связи с перепроизводством юристов выразил также президент России Дмитрий Медведев. В 2009 и 2011 годах он в своих выступлениях призывал вузы «прекратить готовить юристов и экономистов в огромных количествах, в том числе и на платной основе». По данным Фурсенко, ещё в период с 2004 по 2009 год было ликвидировано 12 тысяч бюджетных мест в юридических вузах. В то же время количество студентов-юристов, обучающихся на платной основе, увеличилось на 102 тысячи человек. В 2011 году Россия произвела сокращение числа бюджетных мест на гуманитарных факультетах, включая юридические, на 39 %. Фурсенко отметил, что лишь треть вузов готовит качественных юристов.
В 2012 году спрос на специалистов высшего уровня квалификации, по данным Госкомстата, вырос значительно выше по сравнению с другими группами. Между тем в число наиболее востребованных профессий юристы уже не входили. Списочная численность юристов и других специалистов в области права на 31 октября 2012 года составляла 96,7 тысяч человек, потребность — 2,7 тысячи человек, а удельный вес потребности в работниках для замещения вакантных рабочих мест в общем числе рабочих мест по соответствующей профессиональной группе — 2,7 %.
С 2012 по 2015 год юридических вузов стало меньше на треть, однако около 45 % будущих дипломированных юристов поступили в 2015 году на юридические факультеты в непрофильные вузы. По данным министерства образования и науки России за 2014 год, за год не нашли работу 75 % бывших выпускников вузов, причём половина из них — юристы (18 %, чуть более 42 тыс. человек) и экономисты (32 %, 97,2 тыс. человек).
В сентябре 2017 года министерство труда и социальной защиты России опубликовало список десяти самых высокооплачиваемых профессий года. При этом юристов и экономистов не было в списке — по данным за 2016 год, их средняя зарплата составляла 26—27 тыс. рублей.
В январе 2018 года заместитель главы Рособрнадзора Наталия Наумова отметила переизбыток дипломированных юристов и экономистов в России. В ответ ректор РосНОУ Владимир Зернов и ректор Финансового университета Михаил Эскиндаров согласились с сообщением представителя ведомства, но при этом заявили, что наблюдается дефицит грамотных и толковых специалистов, которые будут нужны всегда. Ещё в апреле 2008 года декан юридического факультета МГУ Александр Голиченков также отметил, что в России наблюдается «перепроизводство дипломов, а не юристов» вследствие того, что вузов, готовящих высококвалифицированных кадров, немного. Подобное мнение в сентябре 2023 года высказал ректор УрГЮУ Владимир Бублик, заявив, что на рынке труда останутся востребованными только «хорошие» юристы.
В октябре 2021 года Всероссийский научно-исследовательский институт труда сообщил, что в России наблюдается переизбыток специалистов с высшим образованием в сфере бизнеса, права и администрирования, к ним также относятся юристы и экономисты.